# Aïn Abid
Aïn Abid (în arabă عين عبيد) este o comună din provincia Constantine, Algeria.
Populația comunei este de 31.743 de locuitori (2008).